# Perm
Perm (rusă Пермь) este un oraș din Rusia. Este unul din cele mai mari orașe din Rusia cu o populație de peste 1.000.000 de locuitori. Orașul Perm este centrul administrativ al Regiunii Perm. 

## Personalități născute aici
- Aleksandr Bortnikov (n. 1951), general, director al FSB;
- Natașa Poleșcikova (n. 1985), fotomodel.